# Hackett London
Hackett je módní značka založená a vedená známým pánským návrhářem Jeremy Hackettem. Styl značky je silně ovlivněn tradičním britským způsobem oblékání. Sám Hackett popsal tento styl jako „evoluční nikoliv revoluční“.

## Historie společnosti

### Počátky
Značka byla založena Jeremy Hackettem a Ashley Lloyd-Jenningsem roku 1983. Oba zakladatelé v té době pracovali jako prodejci pro krejčí na proslulé londýnské Saville Row. Počátky společnosti jsou spojeny s prodejem nošeného tradičního britského oblečení. První obchod byl otevřen na „horším konci“ Kings Road v Londýně.
Následující roky se značka postupně rozrůstala, rozšiřovala počet obchodů a zaznamenala také přesun od prodeje použitého oblečení k navrhování a prodeji vlastního zboží. Mezinárodní expanze začala roku 1989 otevření španělské pobočky v Madridu. Pobočky ve Velké Británii zahrnují Jermyn Street, Regent Street, Eastcheap, Covent Garden, další pobočky se nacházejí také v několika hlavních městech Evropy.
Alfred Dunhill odkoupil majoritní podíl společnosti roku 1992. Utržené finanční prostředky umožnily otevření vlajkového domu na Sloane Street téhož roku. Ten zůstává největším z domů na území Velké Británie a je také nejoblíbenějším domem Jeremy Hacketta, protože podle svých slov: „Se zde může procházet se svými dvěma psy“.

### Nedávná historie
V červnu 2005 společnost byla prodána Richemontem španělské investiční společnosti Torreal. Od té doby společnost stále roste a rozšiřuje jak počet poboček po světě tak poskytované služby. Vedle navrhování a výroby oděvů dnes Hackett také nabízí zakázkové krejčovství, brýle, potřeby pro holení a holičské služby.
Hackett operuje v 9 pobočkách v Londýně a celkem 61 po světě. Zajímavostí je, že žádná pobočka nebyla doposud otevřena v USA. Zakladatel Jeremy Hackett to komentoval v rozhovoru 2009: „Ano máme zájem o USA a byli jsme velmi blízko otevření pobočky na Madison Avenue (New York) minulý podzim, ale rozhodli jsme se, že ještě nenastal ten správný čas.“

## Sponzoring
Hackett sponzoruje světové sportovní události, organizace a společnosti. Oděvy a doplňky jsou designovány a prodávány ve spojení s existujícími sponzoringy zahrnujícími Aston Martin, britský armádní tým póla, Londýnský veslařský klub.
Roku 2009 se Hackett stal oficiálním dodavatelem oblečení pro veslařský závod mezi univerzitami v Oxford a Cambridge.
Závodní tým Aston Martin sponzorovaný Hackettem se stal roku 2009 ve 24 hodinového závodu v Le Mans stal vítězem v třídě GT1 a dosáhl 5. příčky v celkového umístění.